# Metasinopa
Metasinopa — викопний рід гієнодонтових ссавців, який жив у Північній Африці в період з еоцену до раннього олігоцену.